# Sev
Sev – singiel tureckiej piosenkarki Arzu Ece wydany w 1995 roku. Utwór został napisany przez Meliha Kibara i Zeynep Talu. 
W 1995 roku utwór reprezentował Turcję w 40. Konkursie Piosenki Eurowizji dzięki wygraniu w marcu finału krajowych eliminacji po zdobyciu największego poparcia jurorów. 18 maja numer został zaprezentowany przez Ece w finale widowiska organizowanego w Oslo i zajęła w nim szesnaste miejsce z 21 punktami na koncie.
Oprócz tureckojęzycznej wersji singla, piosenkarka nagrała utwór także w języku angielskim jako „Love”.

## Lista utworów
CD single
1. „Sev”
2. „Love”